# Armenmolen
De Armenmolen is een van de weinige overgebleven watermolens aan de Ittersebeek te Neeritter. Deze onderslagmolen was in gebruik als korenmolen. In 1984 wordt de molen rijksmonument.

## Geschiedenis
De oudste schriftelijke vermelding van een molen op deze plaats is van 1280. Ook in 1535 werd een Armenmolen gebouwd, maar niet duidelijk is of deze op dezelfde plaats lag als de huidige molen. Een document van de Schepenbank te Neeritter vermeldt dat de huidige molen tussen 1684 en 1687 werd gebouwd. De muurijzers geven het jaartal 1686. Deze molen werd door de kasteelheer van Borgitter opgericht om aan de armen te worden geschonken.
Bij het Verdrag van Londen werd het voormalige vrijstaatje Neeritter tussen Nederland en België verdeeld. De molen kwam op Nederlands grondgebied en werd eigendom van het Burgerlijk Armbestuur.
Tot 1950 is het gebouw in functie gebleven, daarna werd de molen stilgelegd. De drie andere molens op de Ittersebeek werden uiteindelijk gesloopt. De Armenmolen werd in 1951 ingericht als wijkgebouw voor het Groene Kruis, waarbij het maalwerk werd gesloopt. In 1954 werd het Burgerlijk Armbestuur opgeheven en kwam de molen aan de gemeente Hunsel. In 1961 werd de molen aan het Groene Kruis verkocht en in 1972 werd een particulier de eigenaar, en deze richtte de molen als woonhuis in.
Het waterrad bleef echter behouden. Oorspronkelijk had de molen een houten rad, dat in 1907 door een metalen rad werd vervangen. Ook in 1935 en in 1997 werd het rad gerenoveerd. Dit rad draait nog regelmatig, hoewel het binnenwerk niet meer aanwezig is.